# Eláta
Eláta är en ort i Grekland.   Den ligger i prefekturen Chios och regionen Nordegeiska öarna, i den östra delen av landet, 200 km öster om huvudstaden Aten. Eláta ligger 181 meter över havet och antalet invånare är 248. Den ligger på ön Chios.
Terrängen runt Eláta är huvudsakligen kuperad, men åt nordväst är den platt. En vik av havet är nära Eláta åt nordväst. Runt Eláta är det ganska tätbefolkat, med 52 invånare per kvadratkilometer. Närmaste större samhälle är Chios, 15,7 km nordost om Eláta. 